# Тан, Филипп
Филипп Тан (англ. Philip Tan, родился в 1978 году в городе Манила, Филиппины) — писатель и художник комиксов, более известен по своим работам над Спауном, Uncanny X-Men и Железным человеком.

## Биография
Тан окончил архитектурный факультет Университет Санто-Томас. Для Free Comic Book Day он появился на Comic Oddysey в Пасадене. Он также интересуется мангу Vagabond.
Тан рисовал основу в комиксе Final Crisis: Revelations, а также Agent Orange в Зелёном фонаре, где принимал участие в создании сюжетных арок, начинала с 39-го по 42 номер.
После Agent Orange, он рисовал арки в трёх выпусках Бэтмен и Робин серии Гранта Моррисона. 6 выпуск стал последней работой в создании данного журнала.
Занимался иллюстрированием карт в Magic: The Gathering, коллекционной карточной игре.
В 2011 году был художником в комиксе Hawkman, которая была частью DC Comics.

### Обложки
- Uncanny X-Men #422-434 (2003–2004)
- Спаун #150-162 (2005–2007)
- Зелёный фонарь (Vol.4) #39C/0913 и #40-42
- Outsiders (2010) #26-29